# Bibliothèque Brautigan
Pour les articles homonymes, voir Brautigan.

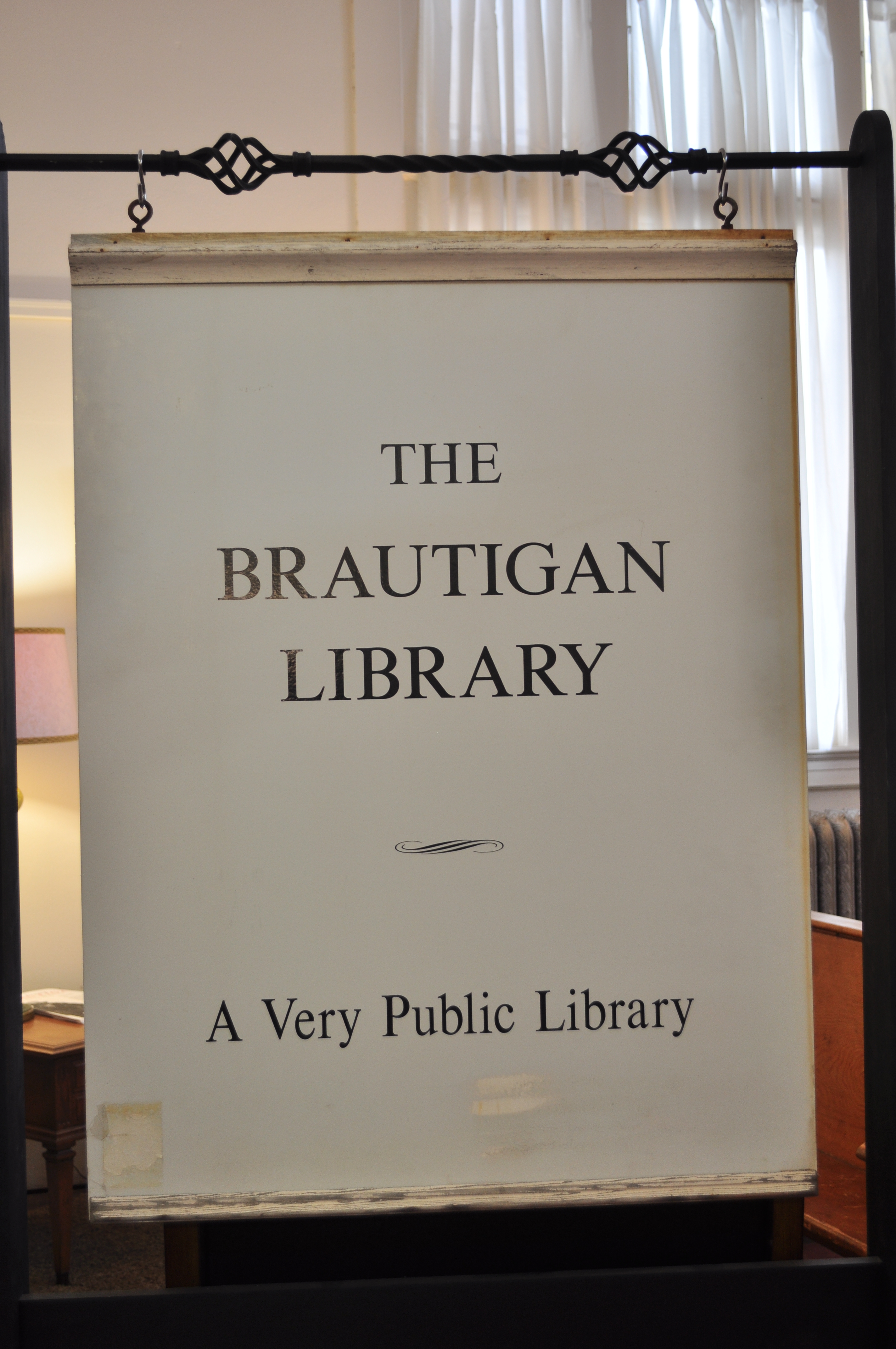
Enseigne de la bibliothèque Brautigan au Clark County Historical Museum (ancienne bibliothèque Carnegie), à Vancouver, Washington, États-Unis.

La bibliothèque Brautigan est une bibliothèque où des auteurs mettent à disposition des lecteurs des textes refusés par les éditeurs ou non encore publiés. Elle a été créée en 1990, et son fonctionnement s'inspire de la bibliothèque décrite dans le roman L'Avortement : une histoire romanesque en 1966 de l'écrivain américain Richard Brautigan, publié en 1971,

## Lieu
Depuis 2010, la bibliothèque et sa collection sont installées au Clark County Historical Museum (en) de la ville de Vancouver, dans l'État de Washington, aux États-Unis. L'emplacement actuel de la bibliothèque résulte d'un accord entre la fille de l'écrivain : Ianthe Elizabeth Brautigan (en), le Clark County Historical Museum et le Creative Media & Digital Culture Program (CMDC) de la Washington State University Vancouver.

## Historique
La bibliothèque Brautigan a vu le jour en avril 1990 sous l'impulsion du photographe et écrivain Todd R. Lockwood, à Burlington, dans l'État du Vermont. La bibliothèque Brautigan bénéficia, à ses débuts, du soutien du poète Robert Creeley et du romancier Thomas McGuane. Entre 1990 et 1995, la bibliothèque était une simple pièce dans un petit bâtiment situé sur Lower College Street.
Dans le roman L'Avortement : Une histoire romanesque en 1966, la bibliothèque qui servit de modèle à la bibliothèque Brautigan était soutenue en secret par un millionnaire philanthrope. Dans la réalité, ce ne fut pas le cas. La bibliothèque connut rapidement des difficultés financières et plusieurs bénévoles quittèrent le projet. Elle ferma même momentanément en 1995. Afin de permettre au projet de continuer, la bibliothèque Carnegie Fletcher de Burlington accepta de reprendre la collection des 325 livres déjà en dépôt ainsi que la paire de lunettes et la machine à écrire de Richard Brautigan. Mais cette situation n'était pas satisfaisante. Par manque de place, l'institution hôte refusait tout nouveau manuscrit. La collection resta toutefois au sein de la Fletcher Free Library jusqu'en 2005.
Todd R. Lockwood eut le projet de déplacer de manière permanente la bibliothèque au sein de l'antenne de Presidio de la bibliothèque publique de San Francisco (SFPL), soit à l'emplacement exact de la bibliothèque du roman L'Avortement : Une histoire romanesque en 1966 (selon un article paru dans The 23, décembre 1990, Vol. 1, no 1) Cependant, le projet avorta et les manuscrits restèrent dans un entrepôt à partir de janvier 2006. Finalement, en 2010, la bibliothèque Brautigan établît ses quartiers dans le Clark County Historical Museum, un bâtiment construit en 1909 sous l'impulsion du philanthrope Andrew Carnegie à Vancouver, dans l'État de Washington.

## La bibliothèque
L'Avortement : Une histoire romanesque en 1966 raconte l'histoire d'un homme vivant à San Francisco dans une bibliothèque qui accueille jour et nuit les manuscrits refusés par les éditeurs. Les auteurs de ces manuscrits placent leurs livres comme ils l'entendent sur les travées de la bibliothèque, sans soucis de classement. Bien que la bibliothèque du roman n'accueille aucun visiteur, les auteurs semblent heureux que leurs écrits soient collectés et préservés.

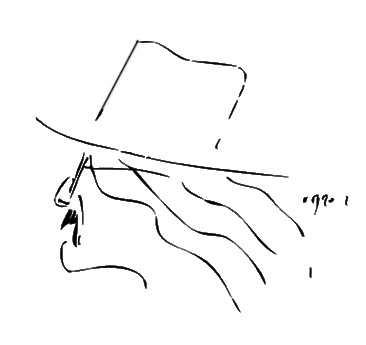
Portait de Richard Brautigan par Olivier Dalmon (2011).

Inspiré par cette image, Todd R. Lockwood ouvrit la bibliothèque Brautigan le 21 avril 1990 avec sept livres. Depuis lors, la librairie accepte les manuscrits non-publiés du monde entier. Toute personne qui le souhaite peut y envoyer son texte. Le personnel de la bibliothèque ne juge en aucun cas le contenu des travaux qu'il reçoit; au contraire, il traite les manuscrits avec une égale importance. Ceux-ci "y sont soignés et exhibés avec un plaisir et un respect sans réserve" afin que les visiteurs qui viennent parfois de loin puissent les consulter avec délectation. Par manque de place toutefois, seuls les manuscrits digitaux sont acceptés à l'heure actuelle.
La collection de la bibliothèque Brautigan comprend à la fois des livres qui n'ont jamais été publiés, soit que leurs auteurs ont essuyé le refus d'éditeurs, soit qu'ils n'aient jamais voulu aller jusqu'à une publication. Figurent également des ouvrages qui n'ont jamais été écrits. Tel est le cas des travaux avortés, gelés à l'étape du brouillon, du manuscrits, et souvent injustement considérés et traités comme des ratés. Selon Jean-Yves Jouannais, la bibliothèque Brautigan est la bibliothèque des livres avortés, une archive de fiascos. Là réside l'intérêt poétique, conceptuel et humain du projet sous-tendu par la bibliothèque Brautigan. Car le but de la bibliothèque Brautigan n'est en aucun cas de favoriser la publication des manuscrits qui y sont déposés.
Dans son livre Le Mystère Henri Pick, David Foenkinos commence son premier chapitre en rappelant l'existence de cette bibliothèque, pour situer ensuite son récit d'une supercherie littéraire dans une bibliothèque similaire, à Crozon, en Bretagne.

## Système organisationnel

### La collection

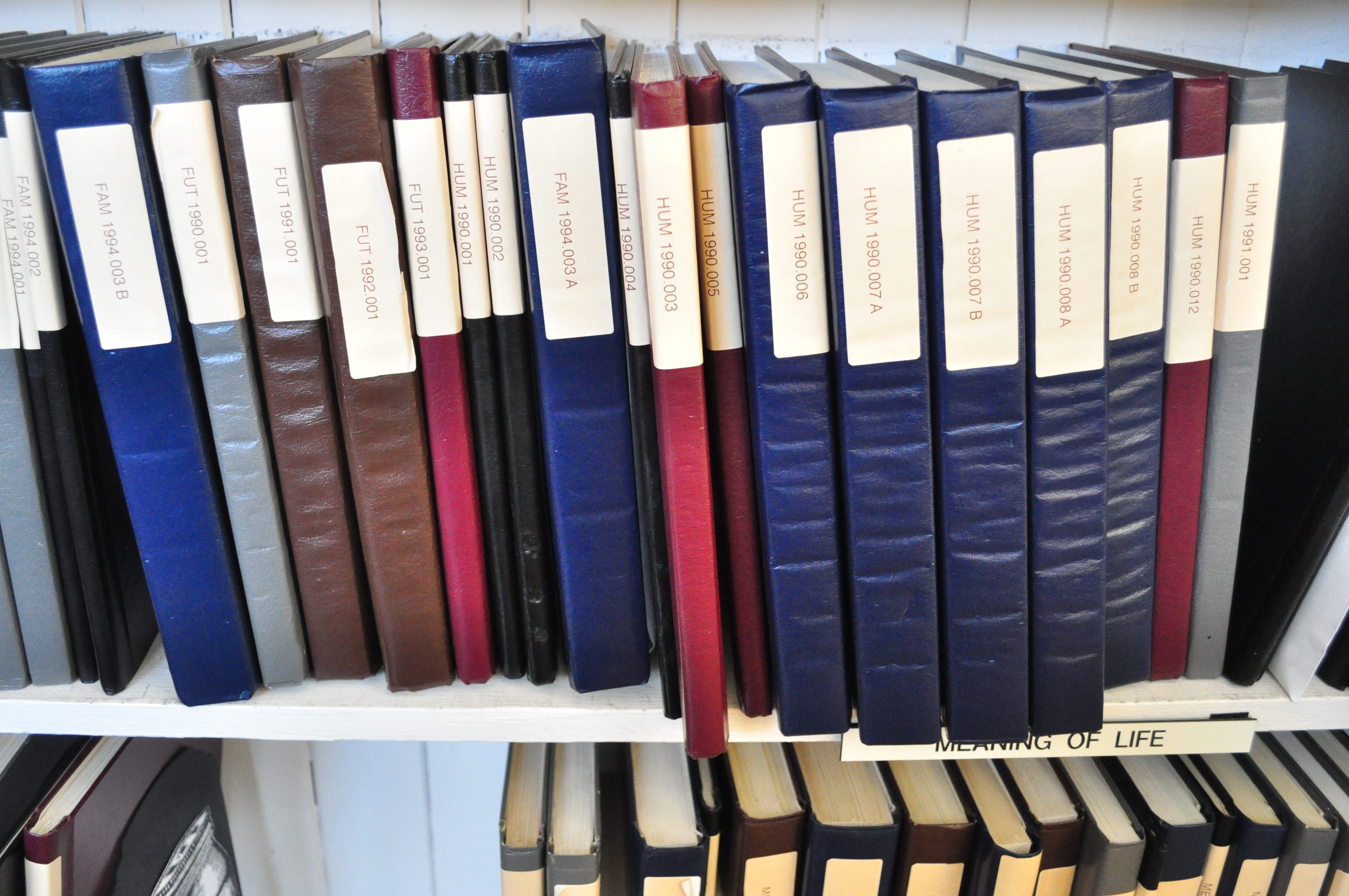
Couvertures de manuscrits dans la section Sens de la vie de la bibliothèque Brautigan de Vancouver, Washington, États-Unis. Photo de Joe Mabel.

La collection de la bibliothèque Brautigan au Clark County Historical Museum de Vancouver compte 304 titres sous forme de manuscrits physiques. Parmi ceux-ci, 28 sont répartis en fait sur deux ou trois volumes. Lorsque la bibliothèque était à Burlington, elle comprenait 316 manuscrits : 1 était une erreur, les autres furent perdus ou retirés de la collection avant d'arriver à Vancouver.
La majorité des manuscrits physiques sont dactylographiés ou imprimés sur le recto de feuilles de papier blanc de dimensions 8.50″ x 11″. Ils sont reliés avec une couverture en plastique noire, bordeaux, grise, brune ou bleu marine, selon le nombre de pages que compte le texte. Noir pour le moins de pages, bleu marine pour les plus gros volumes. Aucun titre, ni nom d'auteur n'apparait sur la couverture, simplement le numéro de référence renvoyant au Mayonnaise System. Cependant, certains manuscrits autoédités ont une couverture plus traditionnelle, mentionnant le titre et le nom de l'auteur.
La collection de la bibliothèque Brautigan renferme tous les styles d'ouvrages; qu'ils soient de fiction ou non, littéraires ou techniques. Le sujet ou la qualité d'écriture ne compte pas. Seul importe le fait qu'au moment où il est entré dans la collection, le texte n'ait pas déjà été publié. Les auteurs des manuscrits restent titulaires des droits d'auteur associés aux œuvres qu'ils ont produites et sont libres de publier leur ouvrage après leur dépôt dans la bibliothèque Brautigan.

### LeMayonnaise System

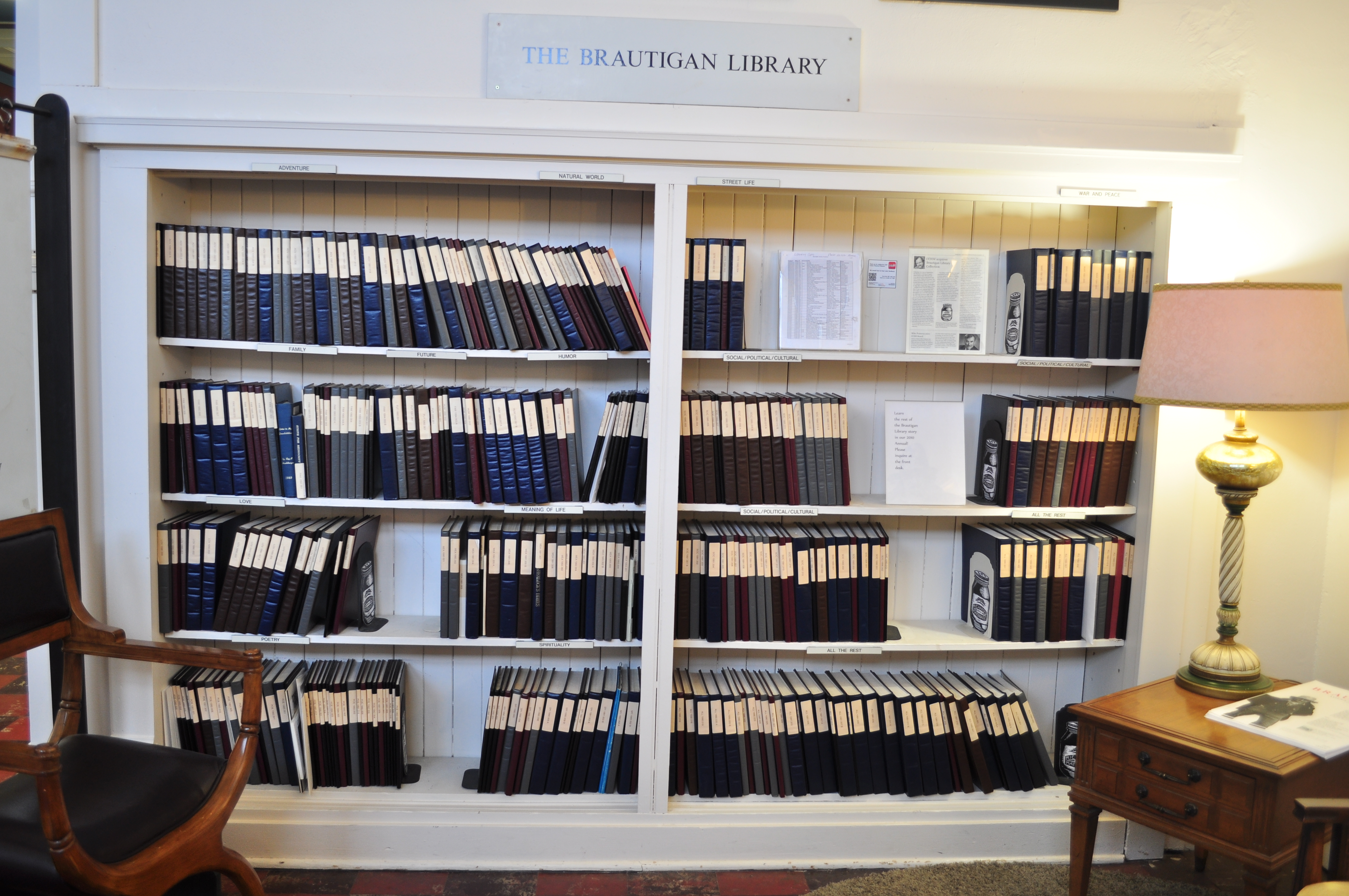
Rayonnages de la bibliothèque Brautigan au Clark County Historical Museum (anciennement Carnegie Library) à Vancouver, Washington, États-Unis. Photo de Joe Mabel.

Tous les manuscrits de la bibliothèque Brautigan sont classés selon le Mayonnaise System. Celui-ci emprunte son nom au dernier chapitre d'un autre roman de Richard Brautigan publié en 1974 : La pêche à la truite en Amérique (en). En outre, les différentes sections de la bibliothèque originale étaient séparées par des pots de mayonnaise.
Le Mayonnaise System constitue la première classification de livres depuis la classification décimale de Dewey (CDD) développée par Melvil Dewey en 1876. Le système en vigueur dans la bibliothèque Brautigan mélange les ouvrages de fiction et autres. Il classe les manuscrits selon leur sujet, puis l'année de leur entrée dans le fond de la bibliothèque et l'ordre de leur réception. Les catégories sont (avec le nombre de manuscrits de la collection originale) :
1. Aventure (25)
2. Tout le reste (44)
3. Famille (25)
4. Futur (4)
5. Humour (19)
6. Amour (17)
7. Sens de la vie (21)
8. Monde de la nature (20)
9. Poésie (47)
10. Société/politique/culture (55)
11. Spiritualité (14)
12. Vie de la rue (4)
13. Guerre et paix (9)

## Autres activités liées à la bibliothèque Brautigan

### The 23
The 23 est le nom de la publication éditée par la bibliothèque Brautigan entre décembre 1990 (Vol. 1, No. 1) et 1995 (Vol. 5, No. 1-2). Son titre fait référence à un chapitre du roman L'Avortement : Une histoire romanesque en 1966 et décrit les travaux non publiés de 23 écrivains américains inconnus.

### La journée nationale des écrivains non publiés (NUWD)
Chaque dernier dimanche de janvier, le National Unpublished Writers’ Day (journée nationale des écrivains non publiés) célèbre les auteurs de textes qui ont soit été refusés par des éditeurs, soit qui ne sont jamais entrés dans le circuit de l'édition. Cette manifestation est organisée par le Clark County Historical Museum. La première de ces journées se tint en janvier 2011.